# Euryopis elenae
{{Bảng phân loại
| name = Euryopis elenae
| image = 
| image_caption = 
| regnum = Animalia
| phylum = Arthropoda
| unranked_classis = Arachnomorpha
| subphylum = Chelicerata
| classis = Arachnida
| ordo = Araneae
| familia = Theridiidae
| genus = Euryopis
| species = E. elenae
| binomial = Euryopis elenae
| binomial_authority = [[José Valentín Herrera José Valentín Herrera González]], 1991
}}
Euryopis elenae là một loài nhện trong họ Theridiidae.
Loài này thuộc chi Euryopis. Euryopis elenae được [[José Valentín Herrera José Valentín Herrera González]] miêu tả năm 1991.